# 达鲁赫拉
达鲁赫拉（Dharuhera），是印度哈里亚纳邦Rewari县的一个城镇。总人口18890（2001年）。

## 人口
该地2001年总人口18890人，其中男性10750人，女性8140人；0—6岁人口3221人，其中男1781人，女1440人；识字率66.68%，其中男性为74.96%，女性为55.74%。